# Marlhac
Marlhiac  est le nom d'un hybride naturel de châtaignier (synonyme CA 118), croisement entre un châtaignier européen (Castanea sativa), variété Marron de Laguépie et un châtaignier japonais (Castanea crenata) obtenu en 1962 par l'INRA.

## Culture
L'arbre est vigoureux et tend à se ramifier. Il met à fruits vers 4 à 5 ans et donne un gros fruit triangulaire qui se conserve bien.
Cette variété n'a pas de pollen.
Utilisé en porte-greffe, ce cultivar peut induire une sensibilité au gel (mais de façon moins marquée que Ferosacre). Marlhac induit dans l’ensemble une vigueur légèrement supérieure à Marsol. Toutefois, en raison de la sensibilité au gel, Marsol ou Maraval sont à privilégier pour les nouvelles plantations. 